# Почтовое (Архангельская область)
Почтовое — посёлок в Холмогорском районе Архангельской области. Входит в состав Емецкого сельского поселения.

## География
Посёлок Почтовое находится на самом юге Холмогорского района на левом берегу реки Северная Двина. Напротив посёлка, на правом берегу Северной Двины, за островами Почтовский и Колежский песок, находится деревня Кальи Моржегорского сельского поселения Виноградовского района. Выше Почтового по течению располагается моржегорская деревня Монастырёк, а ниже — зачачьевская деревня Орлово. Через посёлок проходит автодорога М8 «Холмогоры».

## История
Лесопункт Почтовое был образован в Емецком районе в 1954 году. С 1959 года посёлок находится в составе Холмогорского района.
С 2004 по 2015 год посёлок входил в состав Зачачьевского сельского поселения.
Законом Архангельской области от 28 мая 2015 года № 290-17-ОЗ было упразднено муниципальное образование «Зачачьевское», а посёлок вошёл в состав Емецкого сельского поселения.

## Население
| 2002 | 2010 | 2012 |
| ---- | ---- | ---- |
| 303  | ↘205 | ↗271 |

Численность населения посёлка, по данным Всероссийской переписи населения 2010 года, составляла 205 человек. В 2009 году числилось 279 чел., из них 110 пенсионеров.

## Инфраструктура
В посёлке имеется Почтовская основная школа, почта, три магазина.

### Карты
- Почтовое. Публичная кадастровая карта. Архивировано из оригинала 5 марта 2016 года.
- Почтовое на карте Wikimapia Архивировано 25 августа 2011 года.
- Топографическая карта P-38-25,26 - 1 : 100 000. Усть-Ваеньга